# Тур Зеландии 2011
4-й выпуск Тура Зеландии — шоссейной многодневной велогонки по дорогам нидерландской провинции Зеландия. Гонка прошла с 10 по 12 июня 2011 года в рамках Европейского тура UCI 2011. Победу одержал немецкий велогонщик Марсель Киттель из команды «Skil-Shimano».

## Участники
В гонке приняли участие 18 команд: 4 команды категории UCI ProTeam, 7 проконтинентальных команд, 6 континентальных и сборная Нидерландов. Всего на старт соревнования вышли 134 гонщика. До финиша доехали 103 спортсмена.
| UCI ProTeams (4)- Garmin-Cervélo - Leopard-Trek - Rabobank - Vacansoleil-DCM UCI Professional Continental Teams (7)- Andalucía Caja Granada - Farnese Vini-Neri Sottoli - FDJ - Landbouwkrediet - Skil-Shimano - Topsport Vlaanderen-Mercator - Veranda’s Willems-Accent UCI Continental Teams (6)- BKCP-Powerplus - De Rijke - Jo Piels - Donckers Koffie-Jelly Belly - MTN Qhubeka - Eddy Merckx-Indeland Национальная сборная- Нидерланды |
| |

## Маршрут
Маршрут гонки состоял из пролога и двух равнинных этапов общей протяжённостью 392,4 километра.
| Этап   | Дата   | Маршрут                 | type                    | Длина (км) | Победитель      | Лидер генеральной классификации |
| ------ | ------ | ----------------------- | ----------------------- | ---------- | --------------- | ------------------------------- |
| Пролог | 10 июн | Флиссинген – Флиссинген | индивидуальная разделка | 3,8        | Йос Ван Эмден   | Йос Ван Эмден                   |
| 1      | 11 июн | Мидделбург – Гус        | равнинный               | 192,8      | Марсель Киттель | Марсель Киттель                 |
| 2      | 12 июн | Тернёзен – Тернёзен     | равнинный               | 195,8      | Стевен Катховен | Марсель Киттель                 |

## Лидеры классификаций
| Этап   |                         | Победитель _    | Генеральная классификация | Очковая         | Спринтерская  | Молодёжная      | Командная по времени _ |
| ------ | ----------------------- | --------------- | ------------------------- | --------------- | ------------- | --------------- | ---------------------- |
| Пролог | индивидуальная разделка | Йос Ван Эмден   | Йос Ван Эмден             | Йос Ван Эмден   | Йос Ван Эмден | Марсель Киттель | Rabobank               |
| 1      | равнинный               | Марсель Киттель | Марсель Киттель           | Марсель Киттель | Майкл Мэттьюс | Марсель Киттель | Skil-Shimano           |
| 2      | равнинный               | Стевен Катховен | Марсель Киттель           | Марсель Киттель | Майкл Мэттьюс | Марсель Киттель | Skil-Shimano           |
| Итог   | Итог                    |                 | Марсель Киттель           | Марсель Киттель | Майкл Мэттьюс | Марсель Киттель | Skil-Shimano           |

## Итоговое положение
| \| Генеральная классификация \| Генеральная классификация \| Генеральная классификация \| Генеральная классификация \| Генеральная классификация \| \| Гонщик \| Гонщик \| Команда \| Время \| \| \| ------------------------- \| ------------------------- \| ------------------------- \| ------------------------- \| ------------------------- \| \| 1-й \| Марсель Киттель \| Skil-Shimano \| 8ч 58' 09 \| \| \| 2-й \| Тео Бос \| Rabobank \| + 4 \| \| \| 3-й \| Йос Ван Эмден \| Rabobank \| + 6 \| \| \| 4-й \| Роджер Клюге \| Skil-Shimano \| + 6 \| \| \| 5-й \| Майкл Мэттьюс \| Rabobank \| + 6 \| \| \| 6-й \| Брам Шмиц \| Veranda's Willems-Accent \| + 11 \| \| \| 7-й \| Том Велерс \| Skil-Shimano \| + 11 \| \| \| 8-й \| Йоанн Оффредо \| FDJ \| + 12 \| \| \| 9-й \| Кристоф Пфингстен \| De Rijke \| + 14 \| \| \| 10-й \| Грэм Браун \| Rabobank \| + 14 \| \| |                   |                          |           |
| |                   |                          |           |
| Источник: ProCyclingStats |                   |                          |           |
| Генеральная классификация |                   |                          |           |
| Гонщик | Гонщик            | Команда                  | Время     |
| 1-й | Марсель Киттель   | Skil-Shimano             | 8ч 58' 09 |
| 2-й | Тео Бос           | Rabobank                 | + 4       |
| 3-й | Йос Ван Эмден     | Rabobank                 | + 6       |
| 4-й | Роджер Клюге      | Skil-Shimano             | + 6       |
| 5-й | Майкл Мэттьюс     | Rabobank                 | + 6       |
| 6-й | Брам Шмиц         | Veranda's Willems-Accent | + 11      |
| 7-й | Том Велерс        | Skil-Shimano             | + 11      |
| 8-й | Йоанн Оффредо     | FDJ                      | + 12      |
| 9-й | Кристоф Пфингстен | De Rijke                 | + 14      |
| 10-й | Грэм Браун        | Rabobank                 | + 14      |

| Очковая классификация | Очковая классификация | Очковая классификация | Очковая классификация | Очковая классификация |
| Гонщик                | Гонщик                | Команда               | Очки                  |                       |
| --------------------- | --------------------- | --------------------- | --------------------- | --------------------- |
| 1-й                   | Марсель Киттель       | Skil-Shimano          | 62 очков              |                       |
| 2-й                   | Тео Бос               | Rabobank              | 53 очков              |                       |
| 3-й                   | Аидис Круопис         | Landbouwkrediet       | 32 очков              |                       |

| Очковая классификация | Очковая классификация | Очковая классификация | Очковая классификация | Очковая классификация |
| Гонщик                | Гонщик                | Команда               | Очки                  |                       |
| --------------------- | --------------------- | --------------------- | --------------------- | --------------------- |
| 1-й                   | Марсель Киттель       | Skil-Shimano          | 62 очков              |                       |
| 2-й                   | Тео Бос               | Rabobank              | 53 очков              |                       |
| 3-й                   | Аидис Круопис         | Landbouwkrediet       | 32 очков              |                       |

| Спринтерская классификация | Спринтерская классификация | Спринтерская классификация | Спринтерская классификация | Спринтерская классификация |
| Гонщик                     | Гонщик                     | Команда                    | Очки                       |                            |
| -------------------------- | -------------------------- | -------------------------- | -------------------------- | -------------------------- |
| 1-й                        | Майкл Мэттьюс              | Rabobank                   | 5 очков                    |                            |
| 2-й                        | Том Велерс                 | Skil-Shimano               | 5 очков                    |                            |
| 3-й                        | Берт Де Баккер             | Skil-Shimano               | 5 очков                    |                            |

| Спринтерская классификация | Спринтерская классификация | Спринтерская классификация | Спринтерская классификация | Спринтерская классификация |
| Гонщик                     | Гонщик                     | Команда                    | Очки                       |                            |
| -------------------------- | -------------------------- | -------------------------- | -------------------------- | -------------------------- |
| 1-й                        | Майкл Мэттьюс              | Rabobank                   | 5 очков                    |                            |
| 2-й                        | Том Велерс                 | Skil-Shimano               | 5 очков                    |                            |
| 3-й                        | Берт Де Баккер             | Skil-Shimano               | 5 очков                    |                            |

| Молодёжная классификация | Молодёжная классификация | Молодёжная классификация | Молодёжная классификация | Молодёжная классификация |
| Гонщик                   | Гонщик                   | Команда                  | Время                    |                          |
| ------------------------ | ------------------------ | ------------------------ | ------------------------ | ------------------------ |
| 1-й                      | Марсель Киттель          | Skil-Shimano             | 8ч 58' 09                |                          |
| 2-й                      | Роджер Клюге             | Skil-Shimano             | + 6                      |                          |
| 3-й                      | Майкл Мэттьюс            | Rabobank                 | + 6                      |                          |

| Молодёжная классификация | Молодёжная классификация | Молодёжная классификация | Молодёжная классификация | Молодёжная классификация |
| Гонщик                   | Гонщик                   | Команда                  | Время                    |                          |
| ------------------------ | ------------------------ | ------------------------ | ------------------------ | ------------------------ |
| 1-й                      | Марсель Киттель          | Skil-Shimano             | 8ч 58' 09                |                          |
| 2-й                      | Роджер Клюге             | Skil-Shimano             | + 6                      |                          |
| 3-й                      | Майкл Мэттьюс            | Rabobank                 | + 6                      |                          |

| Командная классификация по времени | Командная классификация по времени | Командная классификация по времени | Командная классификация по времени |
| Команда                            | Команда                            | Время                              |                                    |
| ---------------------------------- | ---------------------------------- | ---------------------------------- | ---------------------------------- |
| 1-й                                | Skil-Shimano                       | 26ч 54' 52                         |                                    |
| 2-й                                | Rabobank                           | + 0                                |                                    |
| 3-й                                | Veranda’s Willems-Accent           | + 13                               |                                    |

| Командная классификация по времени | Командная классификация по времени | Командная классификация по времени | Командная классификация по времени |
| Команда                            | Команда                            | Время                              |                                    |
| ---------------------------------- | ---------------------------------- | ---------------------------------- | ---------------------------------- |
| 1-й                                | Skil-Shimano                       | 26ч 54' 52                         |                                    |
| 2-й                                | Rabobank                           | + 0                                |                                    |
| 3-й                                | Veranda’s Willems-Accent           | + 13                               |                                    |